# تویوق
تویوق دوبیتی شبیه رباعی و به وزن عروضی فاعلاتن فاعلاتن فاعلن است.مضامین آن بیشتر فلسفی و عرفانی بوده و از 11 هجا تشکیل شده است و به قوشمای ترکی نزدیک است .
این نوع شعرترکی را اولین بار قاضی برهان‌الدین سروده است.